# 성소수자와 텔레비전
다음은 성소수자와 텔레비전에 관한 내용이다.
과거 미국의 텔레비전 쇼를 보면(드라마 포함) 동성애는 웃음을 자아내기 위한 극의 소재로 사용되었으며, 극중 인물은 부정적인 묘사에 치우치거나, 배역 역시 단순 에피소드 속의 조연에 머무는 경향이 있었다. 1990년대 상업 TV에서부터 동성애를 중요한 이슈로 내세우면서 동성애에 대한 이야기를 에피소드식이 아닌 중심적이고 진지한 소재로서 다루기 시작하였다. 이 무렵부터 동성애자의 캐릭터가 호감가고 정상적인 인물로 설정되었다. 한편 보수주의자들은 종교단체를 중심으로 동성애 프로그램에 대한 등급표시를 주장하기도 하였다. 그러나 여론은 동성애를 폭력이나 상스러운 말과 동일시 할 수 없다면서 등급의 사용에 부정적이었다.
오늘날 동성애는 더 이상 부정적으로 묘사되고 있지 않고 오히려 세련되고 호감가는 인물로 묘사하고 있으며 이들의 복합적이고 섬세한 감정에 초점을 맞춘 내용이 많아지고 있는 세계적인 추세다.
- 1994년: My so-called Life - 저녁시간대 최초로 게이 인물이 고정적으로 출현
- 1999년:
  - 퀴어 애즈 포크 (Queer as Folk) - 영국판 1999년, 미국판 2000년 (리메이크)
  - Once and again
- 2001년: Six Feet Under
- 2004년: The L Word
- 2010년: 인생은 아름다워 - 송창의, 이상우
- 2011년: 클럽 빌리티스의 딸들 - 김혜옥, 최란, 한고은, 오세정, 진세연, 안지현